# 大花洋
大花洋是一个位于中国上海市上海市的淡水湖，面积约为1.19平方千米，属于长江区。它的一级流域为长江流域，二级流域为长江干流水系。